# Далія Дугейні
Далія Дугейні (англ. Dahlia Duhaney; нар. 20 липня 1970) — ямайська легкоатлетка, яка спеціалізувалася на бігу на короткі дистанції.

## Спортивні досягнення
Фіналістка олімпійських змагань з естафетного бігу 4×100 метрів (1992) — ямайський естафетний квартет не зміг фінішувати. Чвертьфіналістка олімпійських змагань з бігу на 100 метрів (1992).
Володарка повного комплекту нагород чемпіонатів світу з естафетного бігу 4×100 метрів — чемпіонка світу (1991), срібна (1995) та бронзова (1993, виступала в забігу) призерка.
Чемпіонка Універсіади з бігу на 100 метрів (1993). Срібна призерка Універсіади з бігу на 200 метрів (1993).
Чемпіонка Панамериканських ігор з естафетного бігу 4×100 метрів (1991). Срібна призерка Панамериканських ігор з бігу на 200 метрів (1995).
Чемпіонка Ямайки з бігу на 100 метрів (1994).